# Eureka (Utah)
Eureka is een plaats (city) in de Amerikaanse staat Utah, en valt bestuurlijk gezien onder Juab County.

## Demografie
Bij de volkstelling in 2000 werd het aantal inwoners vastgesteld op 766.
In 2006 is het aantal inwoners door het United States Census Bureau geschat op 798, een stijging van 32 (4,2%).

## Geografie
Volgens het United States Census Bureau beslaat de plaats een oppervlakte van
3,8 km², geheel bestaande uit land. Eureka ligt op ongeveer 2055 m boven zeeniveau.

## Plaatsen in de nabije omgeving
De onderstaande figuur toont nabijgelegen plaatsen in een straal van 28 km rond Eureka.

## Geboren in Eureka
- Frank Zamboni (1901-1988), uitvinder en ondernemer